# Kockaszállás
Kockaszállás (ukránul: Косино) falu Ukrajnában, Kárpátalján, a Munkácsi járásban.

## Fekvése
Munkácstól északkeletre fekvő település.

## Története
A trianoni békeszerződés előtt Bereg vármegye Szolyvai járásához tartozott.
1910-ben 430 lakosából 21 magyar, 28 német, 380 ruszin volt. Ebből 9 római katolikus, 385 görögkatolikus, 28 izraelita volt.